# 450. п. н. е.

## Догађаји
- Успех првог децемвирата подстакао је именовање другог децемвирата који такође укључује плебејце међу својим члановима. Овај други децемвират додаје још два прописа на претходних десет, употпуњујући Законе дванаест таблица, који ће чинити средишњи део римског права у наредних неколико векова.

## Смрти
- Кимон